# Archontycy
Archontycy – nazwa gnostyckiej sekty, która powstała w połowie IV wieku na terenie Palestyny, skąd przenikała również do Armenii. Nazwa wywodzi się od greckiego słowa ἀρχοντες (rządzący), gdyż wierzyli, że świat został stworzony i jest rządzony przez stworzenia zwane Archontami. Głównym źródłem do badań nad dziejami tej sekty są dzieła świętego Epifaniusza z Salaminy.

## Historia
Według relacji Epifaniusza początki sekty są związane z działalnością Piotra, młodego duchownego, żyjącego na terenie Palestyny. Piotr interesował się gnostycyzmem i jego poglądy ewoluowały w tym kierunku, aż został potępiony jako odstępca przez Aecjusza. Po tym wydarzeniu Piotr zbiegł na tereny Arabii, które były centrum herezji Ebionitów. Przebywał tam aż do późnej starości, po czym powrócił do Palestyny i został pustelnikiem i kaznodzieją. Żył w jednej z jaskiń nieopodal Jerozolimy a jego nauki i styl życia zjednały mu sporą liczbę wyznawców. Krótko po śmierci cesarza Konstancjusza II w 361 roku do Jerozolimy przybył z Egiptu niejaki Eutaktus. Doktryna głoszona przez Piotra oczarowała go i został jego gorliwym zwolennikiem. Następnie udał się do Armenii, gdzie nauczał miejscowych chrześcijan i pogan zasad swojej wiary. Na wieść o rozpowszechnianiu się herezji Epifaniusz ekskomunikował Piotra i jego zwolenników. W wyniku ekskomuniki i ostracyzmu ze strony reszty kościoła archontycy zaczęli odchodzić od swojego wyznania i herezja dość szybko zanikła.

## Wierzenia
Archontycy podobnie jak inni gnostycy, posiadali własną wizję stworzenia i organizacji świata zarówno duchowego jak i materialnego. Wierzyli że istnieje Siedem Niebios rządzonych przez Demiurga, otoczonego Archontami, którzy są strażnikami dusz. W Ósmym Niebie rezyduje natomiast Matka Światła. Demiurg rządzący siedmioma niebami był utożsamiany z bogiem Żydów (Sabaoth). Archontycy twierdzili że był ojcem Szatana, który zbuntował się przeciw ojcu i starał się przeszkadzać mu na wszelkie możliwe sposoby. Sprawił, że Ewa powiła Kaina i Abla, którzy następnie zakochali się we własnej siostrze i w wyniku tego doszło między nimi do bratobójczej walki, z której zwycięsko wyszedł Kain. Według Epifaniusza wierzyli, że każdy człowiek posiada duszę, którą żywią się Archontowie. Aby uniknąć unicestwienia, należy posiąść wiedzę tajemną, która umożliwi duszy uniknięcie Archontów i sprawi, że dostanie się ona do raju, gdzie będzie żyła u boku Matki i Ojca wszystkiego.

## Praktyki
Zdania co do praktyk Archontyków są podzielone. Cześć historyków, w ślad za Epifaniuszem uważa, że prowadzili oni życie w ascezie, zrzekając się wszelkich dóbr materialnych. Mieli również nie uznawać żadnych sakramentów, twierdząc iż są one poświęcone Demiurgowi i sprawiają, że dusza ludzka staje się od niego zależna. Jednak według Teodoreta z Cyru, Archontycy praktykowali chrzest i namaszczenia, wierząc że umożliwiają one uwolnienie się od wpływu Archontów.